# Nordkorea
Nordkorea, officielt Den Demokratiske Folkerepublik Korea, er et land i Østasien i den nordlige del af den koreanske halvø. Pyongyang er både landets hovedstad samt den største by med en befolkning på godt 2,5 millioner. Mod nord og nordvest er landet omgivet af Kina og af Rusland langs Amnok (kendt som Yalu i Kina) og Tumen-floden. Landet grænser mod syd op til Sydkorea (officielt Republikken Korea) med den stærkt befæstede demilitariserede zone, der adskiller de to lande. Landets indbyggertal er på 25 millioner.
Korea blev annekteret af Kejserriget Japan i 1910. Efter Japans kapitulation i 1945 blev Korea delt i to zoner; en deling der skulle være midlertidig. Den nordlige zone blev administreret af Sovjetunionen, den sydlige zone af USA. Rivaliserende regeringer blev etableret i de to zoner, og i Nord blev Kim Il-sung leder af kommunistpartiet. I 1948 proklamerede først Sydkorea og derefter Nordkorea sig som uafhængige stater. USA og Sovjetunionen trak sig ud, men sidstnævnte forlod en velorganiseret nordkoreansk hær. Koreakrigen brød ud i 1950, da Nordkorea angreb Sydkorea. I Koreakrigen blev Nordkorea støttet militært af Kina, mens USA og de fleste af FN's medlemslande tog den sydkoreanske side. Da krigen sluttede tre år senere, forblev grænsen nærmest uændret. De to lande har endnu ikke underskrevet en fredstraktat. Genopbygningen foregik med sovjetisk og kinesisk hjælp og i et stærkt centraliseret planøkonomisk system, præget af streng disciplin og omfattende personkontrol.
Nordkorea betragter sig selv som en juche socialistisk stat og praktiserer en lukket, totalitær styreform. Formelt har landet både et parlament og en regering, men i praksis er det Den nationale Forsvarskommission med Kim Jong-un i spidsen, som sidder på magten. Han er efterkommer af Kim Il-sung, hvis familie har haft magten i landet siden selvstændigheden. Der er parlamentsvalg hvert femte år, men alle kandidaterne skal godkendes af kommunistpartiet, som med undtagelse af nogle små støttepartier, er det eneste parti i landet. Nordkorea er et militariseret samfund, som siden 1950’erne har været bygget på Juche-ideologien, der er fortaler for national, kulturel og økonomisk uafhængighed, og at partiet og samfundet skal sættes før individet. Selvom landets ledere hævder, at Nordkorea er et klasseløst samfund, er der store skel mellem den lille del af befolkningen, der har magt i landet, og det store flertal, der ikke har. Størstedelen af befolkningen lever i fattigdom og er isolerede fra omverden. Nordkorea er med sin hær med én million mand det land i verden, der menes at have den største hær i forhold til befolkningstallet. Værnepligten varer 10 år. Landet har brugt betydelige ressourcer på at udvikle både kemiske, biologiske og
atomvåben. Våbeninspektørerne fra IAEA (Det Internationale Atomenergiagentur) blev smidt ud af landet i 1994, og det internationale samfund gør gentagne forsøg på at stoppe landets atomvåbenprogram. En række af nordkoreanske atomprøvesprængninger og missil-lanceringer i 00'erne har ført til gentagne svigt i forhandlingerne. Som følge heraf har FN's sikkerhedsråd indført strenge sanktioner mod landet.
Nordkoreas økonomi er baseret på den stalinistiske model, og staten kontrollerer næsten al aktivitet. Landets økonomi er en af verdens mest centralstyrede og isolerede. Stort set hele vareudvalget kommer fra den statsejede industri, og landbruget er organiseret i store kollektiver. Nordkorea eksporterer tekstiler, metaller og landbrugsvarer. Da landet altid har fokuseret på selvforsyning, er både eksporten og importen forholdsvis beskeden. Landet blev hårdt ramt, da Sovjetunionen gik i opløsning i 1991. Sovjetunionen var landets vigtigste handelspartner og subsidierede desuden Nordkorea med billig olie. Vigtige importvarer er olie, kul, transportudstyr og maskiner, mens vigtige handelspartnere er Kina og Rusland.
Bjerge og bjergrige områder udgør omkring 80 procent af landarealet i Nordkorea. Landet har et kontinentalt monsunklima med kolde vintre og varme somre. Landet er rigt på mineralressourcer, især kul og jernmalm, men landets store industri har ført til forurening af jord og drikkevand. Behovet for brændsel har medført, at lavlandet stort set er ryddet for skov, og dette til trods for at landet systematisk har plantet skov siden midten af 1950'erne. Som et resultat af skovrydning er jorderosion også blevet et stort problem.
Den 17. december 2011 døde Kim Jong-il af et hjerteanfald i en alder af 69 år. Han havde siddet ved magten siden sin fars Kim Il-sungs død i 1994 efter at have regeret siden 1948. Kim Jong-il blev efterfulgt af sin søn Kim Jong-un (født 1982), der kaldes Den Store Efterfølger.

## Etymologi
Navnet Korea kommer fra navnet Goryeo (staves også Koryŏ). Selve navnet Goryeo blev første gang brugt af det antikke kongerige Goguryeo (Koguryŏ) i det 5. århundrede som en kort form af dets navn. I det 10. århundrede blev kongerigetGoryeo afløst af Goguryeo, og arvede dermed navnet, som blev udtalt som "Korea" ved besøg af persiske handelsmænd. Den moderne stavemåde af Korea blev første gang brugt sent i det 17. århundrede i rejsebeskrivelser af Hendrick Hamel fra Forenede Ostindiske Kompagni.
Efter opdelingen af landet i Nord- og Sydkorea, brugte de to sider forskellige ord for at referere til Korea: Chosun eller Joseon (조선) i Nordkorea, og Hanguk (한국) i Sydkorea. I 1948 ændrede Nordkorea landets officielle navn til Den Demokratiske Folkerepublik Korea (조선민주주의인민공화국/朝鮮民主主義人民共和國). Rundt om i verden kaldes kaldet dog oftest som Nordkorea, fordi regeringen der styrer over den nordlige del af den koreanske halvø, for at skelne mellem Nord- og Sydkorea, hvis officielle navn er Republikken Korea.

## Historie
Den første koreanske oldtidsstat kaldet Choson blev ifølge myten grundlagt allerede i 2333 f.Kr. af Tangun, der var beslægtet med solguden. Chosons centrum lå i nordvest ved floden Taedong, og med tiden ekspanderede riget mod nord, indtil det kom i konflikt med og blev besejret af Kina i 108 f.Kr. med militærkolonier på hele halvøen til følge. Udenfor disse bystater begyndte der at dannes bystater, hvoraf de største var det nordlige Koguryo, det sydøstlige Silla og det sydvestlige Paekche. I begyndelsen af 300-tallet fordrev Koguryo kineserne, men det var kongeriget Silla, der endte med at underlægge sig de andre stater igennem 600-tallet og dermed igen forene Korea. Riget oplevede en kort succes, men gik derefter i opløsning fra slutningen af 700-tallet. I starten af 900-tallet overtog Koryodynastiet derfor magten.
Mongolerne invaderede halvøen i 1200-tallet, mens den i 1300-tallet blevet ramt af kinesiske angreb. I 1392 blev Choson- eller Yi-dynasiet det regerende dynasti, og Seoul blev hovedstad. Korea havde da igen en blomstringstid i 1400-tallet, hvor det moderne koreanske skriftsprog hangul blev skabt, men riget begyndte igen at forfalde pga. korruption og arvefølgestrid, og i slutningen af 1500-tallet blev det udsat for japanske angreb. Da Kina invaderede halvøen i begyndelsen af 1600-tallet, blev den en kinesisk vasalstat med total isolation til følge bortset fra kontakten til Kina.
I 1875 blev de koreanske havne af Japan tvunget åbne for japanske handelsfolk, og som følge af den russisk-japanske krig 1904-1905 tog Japan kontrol over Korea, indtil Korea blev endeligt annekteret i 1910. Under det japanske overherredømme var assimilering til den japanske kultur påkrævet af koreanerne, der skulle følge japanske skikke og anvende japanske navne. Japan bidrog derudover til at udvikle det koreanske landbrug, industrien og minedrift, hvor overskuddet gik til Japan. Japan deltog som en af aksemagterne i 2. Verdenskrig, men ved slutningen af krigen lykkedes det Sovjetunionen at invadere det nordlige Korea, mens USA invaderede det sydlige Korea. Den midlertidige grænse mellem de to besættelsesområder lå på den 38. breddegrad.

### Nordkoreas grundlæggelse og Koreakrigen
I slutningen af 1945 indvandrede mange politisk skolede etniske koreanere fra Sovjetunionen. Den 13. oktober 1945 grundlagdes i Seoul det koreanske kommunistiske parti og i december blev Kim Il-sung valgt som partiets formand. I 1947 oprettede kommunisterne, ledet af Kim Il-Sung, en stat i nord med støtte fra Sovjetunionen og Kina, mens Sydkorea dannede en midlertidig nationalforsamling, støttet af USA. FN opfordrede til forsoning og satte som mål at genforene Korea.
FN-overvågede valg lod sig kun gennemføre i Sydkorea, hvor de borgerlige partier vandt; tre måneder efter afholdt Nordkorea i august 1948 parlamentsvalg, og Kim Il-sung proklamerede oprettelsen af Den demokratiske folkerepublik Korea. Den 25. juni 1950 angreb og erobrede Nordkorea det meste af Sydkorea. En FN-styrke blev oprettet under amerikansk ledelse med deltagelse af 16 nationer, for at slå angrebet tilbage. Dette var starten på Koreakrigen.
De første måneder af krigen foregik langs grænsen mellem nord og syd, omkring den 38. breddegrad. FN-styrken generobrede i oktober 1950 Seoul og besatte Pyongyang. I 1951 gik en kinesisk hær, bestående af bevæbnede bønder, over grænsen og tvang FN-styrkerne tilbage. I januar 1951 havde Nordkorea generobret Seoul og store dele af Sydkorea. USA iværksatte en kraftig offensiv og pressede den nordkoreanske hær tilbage til den 38. breddegrad. I 1953 blev USA og Nordkorea enige om at danne en demilitariseret zone langs den 38. breddegrad som grænse mellem Nord- og Sydkorea. Der blev indgået våbenhvile, men eftersom der stadig ikke er underskrevet en fredsaftale, er Nord- og Sydkorea formelt set i krig med hinanden endnu.

### Efter krigen
I 1954-61 underskrev Nordkorea militære bistandsaftaler med Kina og Sovjetunionen. I 1972 blev der vedtaget en ny forfatning, der samtidig gjorde Kim Il-sung til præsident på livstid. 90% af industrien var nu i statens hænder og resten organiseret i kooperativer.
I 1970erne indførte Kim Il-sung en politisk doktrin kaldet juche. Juche går i hovedsagen ud på selvforsyning af varer og tjenester. I nutiden producerer Nordkorea 95% af eget forbrug og økonomisk blev landet helt afhængig af støtte fra Sovjetunionen. Da Sovjetunionen blev opløst i 1991, mistede Nordkorea denne økonomiske støtte, og økonomien gik i stå.
Den 8. juli 1994 døde Kim Il-sung, og sønnen Kim Jong-il overtog gradvis styringen af landet og blev udnævnt til statsoverhoved. I 2011 døde den 69/70-årige Kim Jong-il, hvorefter hans søn Kim Jong-un blev statsoverhoved. Han blev sidst i 2010 udnævnt til firestjernet general.
Mellem 1996 og 1999 blev Nordkorea ramt af hungersnød, og 6-700.000 mennesker døde. Nordkorea blev tvunget til at bede omverdenen om hjælp.
I 1990'erne ophørte Nordkorea med at betegne landet som kommunistisk, og alle billeder af Karl Marx blev fjernet.

### 21. århundrede
Det internationale miljø ændrede sig, da George W. Bush blev amerikansk præsident i 2001. Hans administration afviste Sydkoreas solskinspolitik og den aftalte ramme. Bush inkluderede Nordkorea i sin ondskabens akse State of the Union-tale i 2002. Den amerikanske regering behandlede derfor Nordkorea som en slyngelstat, mens Nordkorea fordoblede sine bestræbelser på at erhverve atomvåben. Den 9. oktober 2006 meddelte Nordkorea, at det havde udført sin første atomvåbentest.
USA's præsident Barack Obama vedtog en politik med "strategisk tålmodighed" og modsatte sig at indgå aftaler med Nordkorea. Spændingerne med Sydkorea og USA steg i 2010 med sænkningen af det sydkoreanske krigsskib Cheonan og Nordkoreas
beskydning af Yeonpyeong Island. Den 17. december 2011 døde Kim Jong-il af et hjerteanfald. Hans yngste søn Kim Jong-un blev annonceret som hans efterfølger. I lyset af international fordømmelse fortsatte Nordkorea med at udvikle sit atomarsenal, muligvis inkluderet en brintbombe og et missil, der er i stand til at nå USA. I 2012 forsøgte Nordkorea at opsende to satellitter, Kwangmyŏngsŏng-3 den 13. april (som mislykkedes) og Kwangmyŏngsŏng-3 Unit 2 den 12. december (som tumler rundt i kredsløb).
I løbet af 2017 steg spændingerne mellem USA og Nordkorea, og der var øget retorik mellem de to, hvor Donald Trump truede med "bål og brand", hvis Nordkorea nogensinde angreb amerikansk territorium, Nordkorea truede med at teste missiler, der ville lande nær Guam. Spændingerne faldt betydeligt i 2018. En række topmøder fandt sted i 2018 og 2019 mellem Kim Jong-un fra Nordkorea, præsident Moon Jae-in fra Sydkorea og USA's præsident Donald Trump.
Den 10. januar 2021 blev Kim Jong-un formelt valgt som generalsekretær i den 8. kongres for Koreas Arbejderparti, en titel, der tidligere var besiddet af Kim Jong-il. Den 24. marts 2022 gennemførte Nordkorea en vellykket ICBM-testlancering for første gang siden 2017. I september 2022 vedtog Nordkorea en lov, der erklærede sig selv for en atomstat.

## Geografi og klima
I nord har landet en naturlig grænse mod Kina ved floderne Yalu og Tumen; sidstnævnte danner også den mindre grænse til Rusland. Floderne løber fra Nordkoreas højeste bjerg, den udslukte vulkan Paektu (2.744 m), der ligger ved den kinesiske grænse. Indlandet er udpræget tyndt befolket, da 4/5 af landets areal er bjergkæder, samt løv- og nåleskov på plateauerne. I vest er der dog hovedsageligt lave sletter. Befolkningen koncentrerer sig i kystregionerne, som også rummer storbyerne Pyongyang, Hamhung, Kaesong, Sinuiju og Chongjin. I syd grænser landet op til Sydkorea, og grænsen er grundet de to landes voldelige forhistorie forholdsvis bred og demilitariseret. Sydkorea ligger ligesom Nordkorea på den Koreanske halvø, og de to fylder hver især omkring halvdelen af halvøen.

### Klima
Nordkorea har et tempereret kontinentalklima med fire udprægede årstider. Sommeren er varm og regnfuld pga. monsunvinde fra sydøst, mens vintermånederne er kendetegnet af kulde og tørke pga. tørre vinde fra Sibirien. Omkring halvdelen af den årlige nedbørsmængde falder i Monsuntiden (jangma) i tidsrummet fra juni til august. Geografisk fordelt falder meget af nedbøren i form af sne i bjergene, mens lavlandet oplever nedbør i modererede mængder.

## Demografi
Nordkoreas befolkning er en af de etnisk og sprogligt mest homogene i verden: den store majoritet er koreanere, med koreansk som modersmål, med kun meget små kinesiske og japanske minoriteter.
Nordkorea har en beregnet middellevetid på 67,3 år, eller 65,1 år for mænd og 69,3 år for kvinder. Dette indebærer, at Nordkorea har lidt længere middellevetid end verdensgennemsnittet.
Til forskel fra Kina, som har forsøgt at begrænse befolkningsvæksten med for eksempel etbarnspolitik og skattetillæg for forældre, har Nordkorea længe forsøgt at stimulere børnefødsler ved både børnetilskud og gratis børneomsorg. Trods dette har Nordkorea en ganske langsom befolkningstilvækst med cirka 0,785 % per år (2007).
Kønsfordelingen i den nordkoreanske befolkningen er ret jævn. Kvinderne udgør 50,5 % af befolkningen og mændene 49,5 %. Der fødes lidt flere drenge end piger i Nordkorea, 51,2 % af de nyfødte er drenge og 48,8 % er piger, og drenge udgør også 50,7 % af befolkningen under 15 år. Blandt den del af befolkningen, som er mellem 15 og 64 år, udgør mænd 49,5 % af befolkningen og kvinderne 50,5 %. Blandt den del af befolkningen, som er over 65 år, er kønsfordelingen betydeligt mere skæv, idet mændene kun udgør 35,7 % af befolkningen og kvinderne 64,3 %..

### Sprog
Koreansk er officielt sprog lige som i Sydkorea. Syd- og nordkoreanere har ingen problemer med at forstå hinanden, men i årenes løb er forskellene blevet større mellem dialekterne i Nord- og Sydkorea. Den dialekt, som anvendes i officielle forbindelser i Nordkorea, er Seouldialekten, som tillige er den officielle form i Sydkorea.
En anden stor dialekt af koreansk i Nordkorea er Hamgyŏngdialekten, som tales i Hamgyŏng og Ryanggang i Nordkorea samt i Det koreanske autonome præfektur Yanbian i Kina.
Kinesiske tegn (i Nordkorea kaldt hancha) anvendes ikke i officielle forbindelser i Nordkorea, selv om det er obligatorisk at lære sig dette i den nordkoreanske folkeskole, men kun det egne skriftsystem chosŏn'gŭl. Nordkorea anvender officielt McCune-Reischauersystemet til transskription, men også revideret romanisering forekommer ofte i nordkoreanske tekster.

### Uddannelse
Nordkorea har 11 års obligatorisk skolegang bestående af et forskoleår, fire år i så kaldt folkeskole og seks år i videreuddannelse med valgbar indretning. Efter den obligatoriske del af skolegangen findes tre forskellige højere uddannelsesformer: universitet, erhvervsskole og teknisk højskole. To kendte universiteter i Nordkorea er Kim Il-Sung Universitetet og Pyongyangs videnskabelige og tekniske universitet. Også doktorantuddannelser findes i tilslutning til universiteterne.
Voksenuddannelse har været højt prioriteret i Nordkorea, især i form af studiekredse, men også gennem såkaldte "fabrikshøjskoler" som tilbyder aftenkurser og intensivkurser for ansatte. Fabriks- og kontoransatte skal i Nordkorea have 2 timer af arbejdsdagen til studier i nogen form.
Læsekundskaben i Nordkorea er meget høj. 99 % af nordkoreanerne over 15 år kan læse (andelen er 99 % både for mænd og kvinder).

### Religion
Nordkorea har en buddhistisk og konfuciansk arv samt en egen shamanistisk tradition, især den såkaldte chondoisme. Officielt har Nordkorea religionsfrihed, men kritikere mener, at dette ikke er tilfældet i praksis. Ifølge den liste, som Open Doors, en kristen missionsorganisation for forfulgte kristne, har sammensat, er Nordkorea med stor marginal det land i verden, som forfølger kristne hårdest. Religionsfriheden er indskrevet i grundloven, men der foreskrives også, at religionen ikke må anvendes som et redskab for at inddrage udenlandske magter eller forstyrre den sociale ordning.
Chondoismen repræsenteres i Nordkoreas parlament af det Chondoistiske Chonguparti, som ledes af den sydkoreanske dissident Ryu Miyŏng.
En af de ældste religioner i Nordkorea er buddhismen, der blev bragt til halvøen af kinesiske missionærer og blev dominerende o. år 300 e.Kr. I 1300-tallet begyndte konfucianismen at vinde frem, og i 1700-tallet kom kristendommen til landet. Som følge af de mange forskellige religioner dannedes i 1800-tallet den nationalt orienterede blandingsreligion chondogyo, der indeholder elementer fra buddhisme, kristendom, taoisme, konfucianisme, forfædredyrkelse og åndetro. Det er blevet foreslået, at chondogyo har været inspiration til Nordkoreas nationalt betonede politik. Fra dannelsen af Nordkorea i 1945 til i dag har landet været officielt ateistisk med begrænset religiøs udøvelse.
Nordkorea har religionsfrihed sikret i forfatningen, men de facto er den religiøse udøvelse stærkt begrænset, da det er forbudt at anvende religion, hvis staten finder, at det sker til fordel for en fremmed magtfaktor, forstyrrer ordenen eller på anden måde skader staten. Traditionelt set er koreanerne kristne og buddhister, men regeringen i Nordkorea forbyder enhver form for ukontrolleret religiøs dyrkelse. Alle former for religiøs dyrkelse skal være registreret og godkendt, eksempelvis findes der en lovlig kristen-ortodoks kirke i hovedstaden Pyongyang ligesom enkelte buddhistiske grupperinger er blevet godkendt – dertil kan det nævnes at staten har givet et tilskud for at bevare de gamle buddhistiske templer. Nordkoreas stat er ateistisk, og det var derfor på baggrund af templernes kulturhistoriske værdi at de fik tilskud fra den ellers ateistiske stat. Rusland fik lov at donere en ortodoks kuppel-kirke i Pyongyang. Gudstjenester afholdes dog primært i forbindelse med gæster fra udlandet. Ukontrolleret privat religion dyrkes illegalt i små grupperinger, men sikkerhedstjenesten gør en stor indsats for at opspore disse. Hvis man er registreret i en godkendt kirke respekterer staten religiøse helligdage. Eksempelvis har de ortodoks-registrerede koreanere fri den 7. januar (juleaften ifølge den ortodokse kalender) i modsætning til andre koreanere, der i stedet har fri den 1. maj (Arbejdernes kampdag).

## Kultur
Der er for få eller ingen kildehenvisninger i dette afsnit, hvilket er et problem. Du kan hjælpe ved at angive troværdige kilder til de påstande, som fremføres.

Det koreanske skriftsprog blev fuldt udviklet i 1400-tallet. Før den tid fandtes der ingen koreansksproget litteratur. Derimod findes meget ældre litteratur på kinesisk, som er skrevet i Korea. I 1400-tallet under den berømte koreanske konge Sejong den store blev der udarbejdet et nyt koreansk alfabet kaldet Hangul. Meningen med det nye alfabet var at gøre det let for almindelige mennesker at lære at læse og skrive. Den moderne udgave af Hangul-alfabetet består af kun 24 bogstaver, og det er derfor muligt at lære at læse koreansk på kort tid.
Gammel kultur og kunst fra før Kim Il-Sungs statsdannelse er gemt væk og nærmest glemt. Nutidens kultur i Nordkorea er præget af den nationalistisk regering og troen på juche. I stedet for reklamer er det propaganda fra det regerende kommunistparti.

### Kunst
Den eneste tilladte kunstgenre er den, som man i Sovjetunionen kaldte for socialrealisme, altså ideologisk socialistisk regeringsvenlig kunst.[kilde mangler]

### Massespil
Nordkorea er kendt for de ideologiske shows kaldet massespil eller mass games. Det går ud på at tusinder af mennesker samles og rejser forskellige plader i forskellige farver så det danner et billede, eksempelvis af et nordkoreansk flag eller Kim Jong-il. Til massespillet vil der også være dans i form af flere hundrede nordkoreanere, som danser synkront.

### Sport
Nordkoreas første deltagelse ved de Olympiske lege var ved vinter-OL 1964. Nationens første deltagelse ved sommer-OL var i 1972, hvor de vandt fem medaljer, heraf var en af guld. Bortset fra de olympiske sommerlege i 1984 i Los Angeles og i Seoul 1988, har nordkoreanske atleter vundet medaljer ved alle sommerlege siden da. Vægtløfter Kim Un-Guk slog verdensrekorden i kategorien 62 kg mænd under sommer-OL 2012 i London. Succesfulde olympiske deltagere får luksuslejligheder fra staten som påskønnelse for deres resultater.

## Økonomi
Nordkoreas økonomi er organiseret efter stalinistisk model, og staten kontrollerer mere end 90 procent af al produktivkraft. Landets økonomi er en af verdens mest centralstyrede og isolerede, hele 95 % af varerne i landet, stammer fra den statsejede industri. Fødevareproduktionen er organiseret i store kollektiver, men landbruget vurderes til at være ineffektivt. Sværindustrien er kunstigt forstørret. Af det samlede bruttonationalprodukt udgør industrien 25 %, landbruget 30 % og service samt andet 45 % jf. skøn fra 2000. Nordkorea har en del naturlige ressourcer i form af bly, guld, jernmalm, kul, magnesit, wolfram, vandkraft og zink. Nordkoreas største handelspartnere er Japan, Sydkorea og Kina, hvortil der eksporteres landbrugsvarer, metaller, mineraler, silke, tekstiler og tobak med en samlet eksport på 0,7 mia. USD, mens der importeres levnedsmidler, maskiner, metaller, mineralprodukter og tekstiler med en samlet import på 1,7 mia. USD. Fordi selvforsyningen er højt prioriteret, er både eksport og import relativt lav.
Landet standsede i 1980'erne afbetalingen af sin udlandsgæld på 12 mia. USD, og det er derfor ikke muligt for landet at låne yderligere penge. Landet blev hårdt ramt da Sovjetunionen, den vigtigste handelspartner, i 1991 ophørte med at eksistere. Den manglende billige sovjetiske olie var en af af de væsentligste årsager til, at industrien siden kun har produceret på halv kraft. Siden Sovjetunionens sammenbrud har Nordkorea desuden været afhængig af udenlandsk valuta til finansiering af import, og det er derfor forsøgt gjort lettere for private i udlandet at investere i landet, mens den ulovlige amerikanske dollar bruges stadigt mere. Derudover sender mange koreanere, der arbejder i Japan penge tilbage til Nordkorea. Det er dog ikke tilstrækkeligt, og vestlige efterretningstjenester vurderer, at Nordkorea er involveret i organiseret kriminalitet som bilsmugling, falskmøntneri og narkotikahandel.
Gennemsnitsalderen var ifølge WHO-angivelser i 2004 faldet til 65 år for mænd og for kvinder til 68 år. Den gennemsnitlige børnedødelighed var i 2004 på 5,8%

### Økonomisk udvikling
Nordkorea oplevede efter Koreakrigens afslutning i 1953 en årrække med en vis fremgang, hvor bruttonationalproduktet pr. indbygger var højere end i Sydkorea. Under Den Kolde Krig, overhalede Sydkorea dog Nordkorea i 1980, og igennem 1980'erne var der problemer med energimangel, et ringe transportsystem og et forældet produktionsapparat. I denne periode var Sovjetunionen Nordkoreas største handelspartner med halvdelen af al handel, mens den også dækkede Nordkoreas handelsunderskud. 1990 var det første år siden Koreakrigen med et fald i bruttonationalproduktet, hvilket fortsatte til og med 1998 – i 1999 var der en vækst på 6 %. I 1991 brød Sovjetunionen sammen, så Nordkorea blev nødt til at bruge udenlandsk valuta, hvilket førte til et sammenbrud i udenrigshandlen og yderligere energimangel. Det var også i 1990'erne, at Nordkorea blev ramt af flere naturkatastrofer, hvilket, kombineret med det økonomiske sammenbrud, førte til hungersnød og efterfølgende udenlandsk nødhjælp.
Pga. disse problemer blev et reformprogram sat i gang, hvor udenlandske investeringer blev legaliseret. Forfatningen blev ændret i 1998, så der nu også var plads til noget privat initiativ. Efter Kim Jong-ils besøg i Rusland og Kina fik visse grupper lov til at bruge kontanter i stedet for rationeringsmærker, skønt 2/3 af befolkningen stadig brugte rationeringskort, og frie markeder og butikker fik fri prissætning på visse varer. Da efterspørgslen oversteg udbuddet, førte det imidlertid til inflation, og rispriserne steg drastisk. Dette faldt sammen med mange arbejdsløse pga. et sammenbrud i sværindustrien og en faldende udenlandsk fødevarebistand pga. Nordkoreas atomprogram. Fra 2003 blev det muligt at handle forbrugs- og industrivarer på private markeder og handel med udenlandske virksomheder gjort lettere. De nye markedsmekanismer herskede der imidlertid uvidenhed om, og korruptionen voksede.

### Infrastruktur
Nordkoreas energiinfrastruktur er forældet og i forfald. Der er ofte strømsvigt. 70% af den primære energiproduktion i landet kommer fra kul, dernæst kommer vandkraft med 17%. Transportinfrastrukturen omfatter jernbaner, motorveje, sø- og flyruter, men jernbanetransport er langt den mest udbredte. Nordkorea har omkring 5.200 kilometer jernbane, for det meste med normalspor, som udgør 80% af den årlige passagertrafik og 86% af fragt, men mangel på elektricitet underminerer effektiviteten.
Landets statsejede flyselskab Air Koryo betjener en række destinationer i både ind og udland.

## Turisme i Nordkorea
Kun ca. 2000 vestlige turister besøger årligt Nordkorea. Sydkoreanske turister har tilladelse til at besøge turistregionen Kumgangsan. Den største turistgruppe er kinesere (typisk familier af soldater, som deltog i Koreakrigen). Personer fra USA nægtes oftest visum, bortset fra rejser som inkluderer Arirangfestivalen, som også er åben for sydkoreanerne.
Når turister færdes offentligt i Nordkorea, skal de være fulgt af en guide fra regeringen. Hotellet er ikke et frit valg, og man kan ikke bare forlade hotellet og gå individuelle ture i Pyongyang. Der er ingen private restauranter i byen, men kvaliteten i de statslige er generelt af normal standard.
Når man rejser til Nordkorea, fraråder rejseselskaberne, at man stiller kritiske spørgsmål til guiderne omkring systemet og regeringen. Der har været episoder, hvor turister er blevet sendt hjem for "upassende opførsel". I sommeren 2008 skød og dræbte nordkoreanske soldater en turist, hvorefter flere rejseselskaber droppede deres ture til Nordkorea.
- Baitou bjerget
- Genforenings-monumentet
- Tongmyong-paladset
- Kŭmgangsan
- Lufthavn i Pyongyang
- Pyongyang
- Pyongyang

## Politik

### Udenrigspolitik
Nordkorea har i dag kun diplomatiske forbindelser med Sverige, Rusland, Hviderusland, Kina, Cuba, Laos, Vietnam, Schweiz og Venezuela.

### Indenrigspolitik
Nordkoreas nuværende forfatning strammer fra 1998. Den fastslår, at Nordkorea er en socialistisk stat, som skal styres i overensstemmelse med jucheideologiens principper, som de formuleredes af landets grundlægger Kim Il Sung. Parlamentet, Højeste folkeforsamling, har sæde i Pyongyang og har 687 medlemmer, valgte i enkeltmandsvalgkredse for femårige perioder. Denne udpeger regeringen, som på sin side ledes af statsministeren, siden 2007 Kim Yong-il (må ikke forveksles med Kim Jong-il).
Efter at Kim Il Sung døde i 1994, er præsidentposten i praksis afskaffet, og de formelle opgaver overførte til den højeste folkeforsamlings formand Kim Yong-nam, mens præsidentens udøvende magt overførtes til Kim Jong Un i hans egenskab af øverstbefalende. Nogle mener, at lederne Kim Il Sung og Kim Jong Il betragtes som folkets frelsere, og at personkulten omkring dem er så stærk, at de er blevet ophøjede til en nærmest gudelignende status.
I realiteten anses Nordkorea af de fleste uafhængige sagkyndige at være et repressivt kommunistdiktatur, og al lovlig politisk virksomhed kanaliseres gennem Demokratisk front for fædrelandets genforening, som helt domineres af kommunistpartiet, Koreas arbejderparti. Dette opstiller i realiteten retningslinjerne for landets politik under ledelse af dets generalsekretær, fra 1994 Kim Jong-il. I 1998 ændredes grundlovens forord således, at Kim il-Sung kaldes Republikkens evige præsident.
Forud for parlamentsvalgene hvert femte år udpeger den Demokratisk fronts lokale organisationer sine kandidater i hver valgkreds, hvorpå disse opstilles til valg uden modkandidater. Kandidaterne er fordelte mellem frontens tre partier, Koreas Arbejderparti, Chondoistisk Chonguparti og Koreas socialdemokratiske parti, idet det førstnævnte får klart den største repræsentation. Politisk virksomhed uden for disse tre partier er ikke tilladt. Partiernes – og dermed landets – politik formuleres i praksis helt af Koreas arbejderparti. De andre partier savner i realiteten helt politisk selvstændighed.

### Politisk repræsentation og menneskerettigheder
Ifølge Nordkoreas internationale venskabsorganisation, Korean Friendship Association, er Nordkorea et flerpartidemokrati, som garanterer ytringsfrihed for sine indbyggere. Denne opfattelse deles dog ikke af alle udenlandske sagkyndige. Sveriges udenrigsministerium skriver således i sin rapport om situationen for de menneskelige rettigheder i landet, at Nordkorea er "et af verdens mest repressive politiske regimer", at ytringsfriheden i praksis er meget begrænset, samt at landets politiske system ikke indeholder nogen mekanisme, som gør det muligt for befolkningsflertallet at i praksis forandre landets ledelse. Nordkorea betegnes i den vestlige verden ofte som en totalitær stat og som en af verdens mest lukkede stater og tildeltes i tidsskriftet The Economists demokratiindex den laveste placering af de stater i verden, som regnes for selvstændige. Den nordkoreanske befolkning er inddelt i et strikt kaste-lignende system, songbun, som har stor indflydelse på hver medborgers levevilkår.
Nordkorea tilbyder meget begrænset indsigt fra omverdenens side i levevilkårene for landets indbyggere. Den amerikanske komité for menneskerettigheder i Nordkorea (U.S. Committee for Human Rights in North Korea) offentliggjorde i 2003 en rapport om arbejds- og fangelejre i landet, der bygger på vidneudsagn og satellitbilleder. Rapporten, som er skrevet af David Hawk, tidligere UNHCR-medarbejder i Cambodja, hævder, at lejrene anvendes til indespærring af tusindvis af politiske og kriminelle fanger samt illegale flygtninge, som er blevet sendt tilbage fra Kina. I de fleste tilfælde er fangerne ikke blevet idømt deres livstidsstraffe. De politiske fanger forfølges i lejrene i op til tre generationer af familier uden ret til at møde slægtninge. Fangerne arbejder under slaveagtige forhold i miner og industrier. Rapporter omtaler også anvendelse af tortur, tvangsaborter og tvangssterilisering. Nordkoreas regering afviser disse udsagn. I 2013 opdagede man, hvad der menes at være en nybygget fangelejr via satellitbilleder. Anlægget var ikke synligt på tidligere satellitbilleder. Et 20 kilometer langt hegn omgiver det nye område. Det, som menes at være en ny fangelejr, grænser til det tidligere kendte Camp 14, som er en af de få lejre hvorfra internerede, der har kunnet flygte, har kunnet fortælle om. Shin Dong-hyuk er den eneste, om hvem det vides, at han er født i Camp 14, og som det er lykkedes at flygte.
Hoeryongfangelejren kaldes en af de fangelejre, som findes i landet. En forhenværende vagt ved navn Kwon Hyuk og andre vidner har fortalt, at systematiske massehenrettelser og ihjelgasninger af hele familier forekommer som en del af militære eksperimenter og resultaterne dokumenteres nøje af forskere og militærfolk. I en af disse spredte lejre siges op til 50.000 fanger at være indespærrede, og i alt siges det, at cirka 200.000 fanger i lejre findes i hele landet. Det skønnes at omkring 40 % af indespærrede i fangelejre dør som følge af af tortur, underernæring eller seksuel vold.
Ifølge den tyske avis Stern anvender det nordkoreanske militær fysisk og psykisk handikappede børn som forsøgskaniner, når man tester biologiske og kemiske våben.
I juli 2010 offentliggjorde Amnesty International en rapport, som fremstillede Nordkoreas sundhedsvæsen som forældet og utilstrækkelig. Amnesty påstod også, at man, til trods for at sygepleje officielt er gratis i landet, må betale læger for at få behandling. Men allerede dagen efter, at Amnesty havde offentliggjort denne rapport, afholdt Verdenssundhedsorganisationen, WHO en pressekonference og afviste Amnestys oplysninger. WHO hævdede, at Amnestys rapport var uvidenskabelig og baseret på gamle oplysninger og enkelte historier fra folk, som ikke befinder sig i landet. Verdenssundhedsorganisationen tilføjede, at man har gennemført hundredvis af feltopgaver i Nordkorea og ikke en eneste af dem har rapporteret lignende oplysninger som dem, Amnesty offentliggjorde. I april 2010 udtalte WHO's generalsekretær, Margaret Chan, under en pressekonference, at hun var imponeret af sundhedsvæsenet i Nordkorea.

## Administrativ inddeling
| Kort |                                                      | Navna                  | Chosŏn'gŭl             | Hanja                  | Administrativt sæde    |
| --- | ---------------------------------------------------- | ---------------------- | ---------------------- | ---------------------- | ---------------------- |
| Pyongyang Sydpyongan Nordhwanghae Sydhwanghae Kangwon Sydhamgyong Nordhamgyong Rason Ryanggang Chagang NordpyonganKina Sydkorea RuslandDet Gule Hav (Vesthavet) Koreabugten (Vest-Korea -bugten) Det Japanske Hav (Østhavet) | Hovedstad (chikhalsi)a                               | Hovedstad (chikhalsi)a | Hovedstad (chikhalsi)a | Hovedstad (chikhalsi)a | Hovedstad (chikhalsi)a |
| Pyongyang Sydpyongan Nordhwanghae Sydhwanghae Kangwon Sydhamgyong Nordhamgyong Rason Ryanggang Chagang NordpyonganKina Sydkorea RuslandDet Gule Hav (Vesthavet) Koreabugten (Vest-Korea -bugten) Det Japanske Hav (Østhavet) | 1                                                    | Pyongyang              | 평양직할시             | 平壤直轄市             | (Chung-guyok)          |
| Pyongyang Sydpyongan Nordhwanghae Sydhwanghae Kangwon Sydhamgyong Nordhamgyong Rason Ryanggang Chagang NordpyonganKina Sydkorea RuslandDet Gule Hav (Vesthavet) Koreabugten (Vest-Korea -bugten) Det Japanske Hav (Østhavet) | Specialby (teukbyeolsi)a                             |                        |                        |                        |                        |
| Pyongyang Sydpyongan Nordhwanghae Sydhwanghae Kangwon Sydhamgyong Nordhamgyong Rason Ryanggang Chagang NordpyonganKina Sydkorea RuslandDet Gule Hav (Vesthavet) Koreabugten (Vest-Korea -bugten) Det Japanske Hav (Østhavet) | 2                                                    | Rason                  | 라선특별시             | 羅先特別市             | (Rajin-guyok)          |
| Pyongyang Sydpyongan Nordhwanghae Sydhwanghae Kangwon Sydhamgyong Nordhamgyong Rason Ryanggang Chagang NordpyonganKina Sydkorea RuslandDet Gule Hav (Vesthavet) Koreabugten (Vest-Korea -bugten) Det Japanske Hav (Østhavet) | Provinser (do)a                                      |                        |                        |                        |                        |
| Pyongyang Sydpyongan Nordhwanghae Sydhwanghae Kangwon Sydhamgyong Nordhamgyong Rason Ryanggang Chagang NordpyonganKina Sydkorea RuslandDet Gule Hav (Vesthavet) Koreabugten (Vest-Korea -bugten) Det Japanske Hav (Østhavet) | 3                                                    | Sydpyongan             | 평안남도               | 平安南道               | Pyongsong              |
| Pyongyang Sydpyongan Nordhwanghae Sydhwanghae Kangwon Sydhamgyong Nordhamgyong Rason Ryanggang Chagang NordpyonganKina Sydkorea RuslandDet Gule Hav (Vesthavet) Koreabugten (Vest-Korea -bugten) Det Japanske Hav (Østhavet) | 4                                                    | Nordpyongan            | 평안북도               | 平安北道               | Sinuiju                |
| Pyongyang Sydpyongan Nordhwanghae Sydhwanghae Kangwon Sydhamgyong Nordhamgyong Rason Ryanggang Chagang NordpyonganKina Sydkorea RuslandDet Gule Hav (Vesthavet) Koreabugten (Vest-Korea -bugten) Det Japanske Hav (Østhavet) | 5                                                    | Chagang                | 자강도                 | 慈江道                 | Kanggye                |
| Pyongyang Sydpyongan Nordhwanghae Sydhwanghae Kangwon Sydhamgyong Nordhamgyong Rason Ryanggang Chagang NordpyonganKina Sydkorea RuslandDet Gule Hav (Vesthavet) Koreabugten (Vest-Korea -bugten) Det Japanske Hav (Østhavet) | 6                                                    | Sydhwanghae            | 황해남도               | 黃海南道               | Haeju                  |
| Pyongyang Sydpyongan Nordhwanghae Sydhwanghae Kangwon Sydhamgyong Nordhamgyong Rason Ryanggang Chagang NordpyonganKina Sydkorea RuslandDet Gule Hav (Vesthavet) Koreabugten (Vest-Korea -bugten) Det Japanske Hav (Østhavet) | 7                                                    | Nordhwanghae           | 황해북도               | 黃海北道               | Sariwon                |
| Pyongyang Sydpyongan Nordhwanghae Sydhwanghae Kangwon Sydhamgyong Nordhamgyong Rason Ryanggang Chagang NordpyonganKina Sydkorea RuslandDet Gule Hav (Vesthavet) Koreabugten (Vest-Korea -bugten) Det Japanske Hav (Østhavet) | 8                                                    | Kangwon                | 강원도                 | 江原道                 | Wonsan                 |
| Pyongyang Sydpyongan Nordhwanghae Sydhwanghae Kangwon Sydhamgyong Nordhamgyong Rason Ryanggang Chagang NordpyonganKina Sydkorea RuslandDet Gule Hav (Vesthavet) Koreabugten (Vest-Korea -bugten) Det Japanske Hav (Østhavet) | 9                                                    | Sydhamgyong            | 함경남도               | 咸鏡南道               | Hamhung                |
| Pyongyang Sydpyongan Nordhwanghae Sydhwanghae Kangwon Sydhamgyong Nordhamgyong Rason Ryanggang Chagang NordpyonganKina Sydkorea RuslandDet Gule Hav (Vesthavet) Koreabugten (Vest-Korea -bugten) Det Japanske Hav (Østhavet) | 10                                                   | Nordhamgyong           | 함경북도               | 咸鏡北道               | Chongjin               |
| Pyongyang Sydpyongan Nordhwanghae Sydhwanghae Kangwon Sydhamgyong Nordhamgyong Rason Ryanggang Chagang NordpyonganKina Sydkorea RuslandDet Gule Hav (Vesthavet) Koreabugten (Vest-Korea -bugten) Det Japanske Hav (Østhavet) | 11                                                   | Ryanggang *            | 량강도                 | 兩江道                 | Hyesan                 |
| Pyongyang Sydpyongan Nordhwanghae Sydhwanghae Kangwon Sydhamgyong Nordhamgyong Rason Ryanggang Chagang NordpyonganKina Sydkorea RuslandDet Gule Hav (Vesthavet) Koreabugten (Vest-Korea -bugten) Det Japanske Hav (Østhavet) | * – staves "Yanggang" (양강도) på sydlige dialekter. |                        |                        |                        |                        |

| Pyongyang Hamhung | 1  | Pyongyang | Pyongyang    | 3.255.288 | Chongjin Nampho |
| Pyongyang Hamhung | 2  | Hamhung   | Sydhamgyong  | 768.551   | Chongjin Nampho |
| Pyongyang Hamhung | 3  | Chongjin  | Nordhwanghae | 667.929   | Chongjin Nampho |
| Pyongyang Hamhung | 4  | Nampho    | Sydpyongan   | 366.815   | Chongjin Nampho |
| Pyongyang Hamhung | 5  | Wonsan    | Kangwon      | 363.127   | Chongjin Nampho |
| Pyongyang Hamhung | 6  | Sinuiju   | Nordpyongan  | 359.341   | Chongjin Nampho |
| Pyongyang Hamhung | 7  | Tanchon   | Nordhamgyong | 345.875   | Chongjin Nampho |
| Pyongyang Hamhung | 8  | Kaechon   | Sydpyongan   | 319.554   | Chongjin Nampho |
| Pyongyang Hamhung | 9  | Kaesong   | Nordhwanghae | 308.440   | Chongjin Nampho |
| Pyongyang Hamhung | 10 | Sariwon   | Nordhwanghae | 307.764   | Chongjin Nampho |